# Châtelaudren
Châtelaudren korábbi község Franciaországban, Côtes-d’Armor megyében. Lakosainak száma 1002 fő (2018. január 1.). Châtelaudren Plélo és Plouagat községekkel határos.
2019. január 1-jén Plouagat korábbi községgel egyesült és az így létrejött Châtelaudren-Plouagat új község része lett.

## Népesség
A település népességének változása:
| Lakosok száma | 1128 | 988  | 973  | 921  | 981  | 993  | 978  | 1040 | 1001 | 1002 |
|               | 1968 | 1975 | 1982 | 1999 | 2006 | 2011 | 2013 | 2016 | 2017 | 2018 |